# Fery Kienesberger
Fery Kienesberger (* 1957 in Gmunden; † 24. August 2012 in Bogotá) war ein österreichischer Basketballspieler und -trainer.

## Laufbahn
Kienesberger stieß 1970 im Alter von 13 Jahren zur Jugendabteilung der Union Gmunden. In der Saison 1976/77 gewann er mit Gmunden den österreichischen Vizemeistertitel der Junioren. Mit der Herrenmannschaft wurde er 1977 Meister der B-Bundesliga und stieg in die Bundesliga auf.
Als Trainer arbeitete er ab Beginn der 1980er Jahre in Aflenz (beim Vorgängerklub der Kapfenberg Bulls) und hatte großen Anteil am Ausbau der dortigen Basketballstrukturen, in Möllersdorf, Salzburg, Wien, Gmunden und Fürstenfeld (1995/96). Nach dem Ende seiner einjährigen Amtszeit in Fürstenfeld wanderte er nach Miami (US-Bundesstaat Florida) aus und zog 2006 in die kolumbianische Hauptstadt Bogotá weiter. Dort war er als Trainer an einer Basketballschule tätig. Am 24. August 2012 starb Kienesberger in Bogotá in Folge eines Herzinfarkts. Anlässlich seines Todes wurde Kienesberger von nachrichten.at als „eine der schillerndsten Figuren der Gmundner Basketball-Szene“ bezeichnet.